# Basket-Club Boncourt
Der Basket Club Boncourt ist ein Schweizer Basketballverein aus Boncourt im Schweizer Kanton Jura. Die Herrenmannschaft spielte bis 2023 in der A-Staffel der Basketball-Nationalliga, der höchsten Schweizer Spielklasse für Vereinsmannschaften.

## Geschichte
Der BC Boncourt wurde im Jahre 1980 gegründet. 1993 übernahm Randoald Dessarzin das Traineramt beim Verein und führte ihn von der Viertklassigkeit in die höchste Spielklasse, in der man zwei Meisterschaften, einen Pokalsieg und zwei Ligapokalsiege erringen konnte. 2005 erreichte man im europäischen Vereinswettbewerb FIBA EuroCup Challenge, einem im Vergleich zu den anderen europäischen Wettbewerben viertrangigen Pokal, das Viertelfinale, in dem man dem späteren Pokalsieger CSU Asesoft aus dem rumänischen Ploiești in der Addition von Hin- und Rückspiel knapp mit sechs Punkten unterlag. 2007 verliess Dessarzin den Verein und wechselte zu JDA Dijon in die französische Ligue Nationale de Basket. Anschliessend gelangen dem Verein unter den Trainern Olivier Le Minor (2007 bis 2010) und Antoine Petitjean (seit 2010) keine weiteren Titelgewinne.
Als Spieler waren unter anderem Nikola Dačević (2000/01), Nicolai Iversen, Marin Petrić (2006/07) und Jackson Capel (seit 2012) in Boncourt aktiv, die auch in den beiden höchsten deutschen Ligen unter Vertrag standen, sowie mit Cain Doliboa der Bruder von Seth Doliboa.
2023 zog sich der Verein aus der höchsten Schweizer Spielklasse zurück, nachdem im ersten Anlauf keine Teilnahmeberechtigung seitens der Liga erteilt worden war.